# Национальная ассамблея Бангладеш
Национальная Ассамблея (бенг. জাতীয় সংসদ, Джатио Шонгшод) — законодательный орган (парламент) Бангладеш.
Резиденция находится в Национальном доме парламента, (бенг. জাতীয় সংসদ ভবন).

## Структура
Национальная ассамблея однопалатная и состоит из 350 депутатов избираемых прямым, тайным и равным голосованием по мажоритарной системе на 5 лет, 50 мест в которой резервируется для женщин, избираемых с учётом партийной принадлежности в соответствии с полученной партией долей голосов.
Депутатом может стать гражданин Бангладеш, достигший возраста 25 лет.
Руководит парламентом спикер, которого избирает парламент на первом заседании, с 29 февраля 2015 года эту должность занимает Ширин Шармин Чаудхури.

## Полномочия
Национальная ассамблея исполняет законодательные полномочия в республике Бангладеш, принимая все решения простым большинством голосов.
Законодательная инициатива оформляется законопроектом и представляется в парламент, в случае рассмотрения парламентом передаётся президенту на подпись, на что отводится 15 дней. Если президент отказался подписать законопроект, то его возвращают в парламент, где он рассматривается с учётом поправок президента и, в случае принятия во второй раз без каких-либо изменений, президент обязан подписать этот законопроект в течение 7 дней, после чего законопроект становится законом.
Национальная ассамблея владеет исключительным правом по назначению налогов, а также право издать указ наделяющий какой-либо орган власти или персону полномочиями по изданию юридических актов, имеющих нормативное значение.

## Взаимодействие с другими ветвями власти
Президент избирается парламентом, в его обязанности входит созыв Национальной ассамблеи, объявление перерыва в работе и роспуск парламента путём публичного заявления. По требованию президента премьер-министр обязан предоставлять на рассмотрение парламента любой вопрос. В случае несовпадения мнения по какому-либо вопросу у президента и парламентского большинства, глава государства может быть смещён с должности. Президенту принадлежит право роспуска парламента только по предложению премьер-министра, как правило в случае утраты им поддержки парламентского большинства и нежелании уходить с должности.
Кабинет министров (высший орган исполнительной власти в Бангладеш) также возглавляется премьер-министром и подотчётен парламенту, в соответствии с п.2 ст. 55 главы 2 Конституции. 9/10 участников избираются из членов Национальной ассамблеи, а лидер парламентского большинства становится премьер-министром. В случае назначения членов Кабинета министров в период между роспуском предыдущего парламента и комплектованием следующего, должности в исполнительном органе занимают члены распущенного парламента.
Таким образом структура направлена на господствование воли парламента и премьер-министра над главой государства.

## Комментарии
1. ↑  Встречаются другие данные — 345 членов и 45 мест для женщин согласно 14-й поправки к Конституции, принятой в 2004 г.Политические системы современных государств, 2012, с. 30